# Desenvolvimento de software

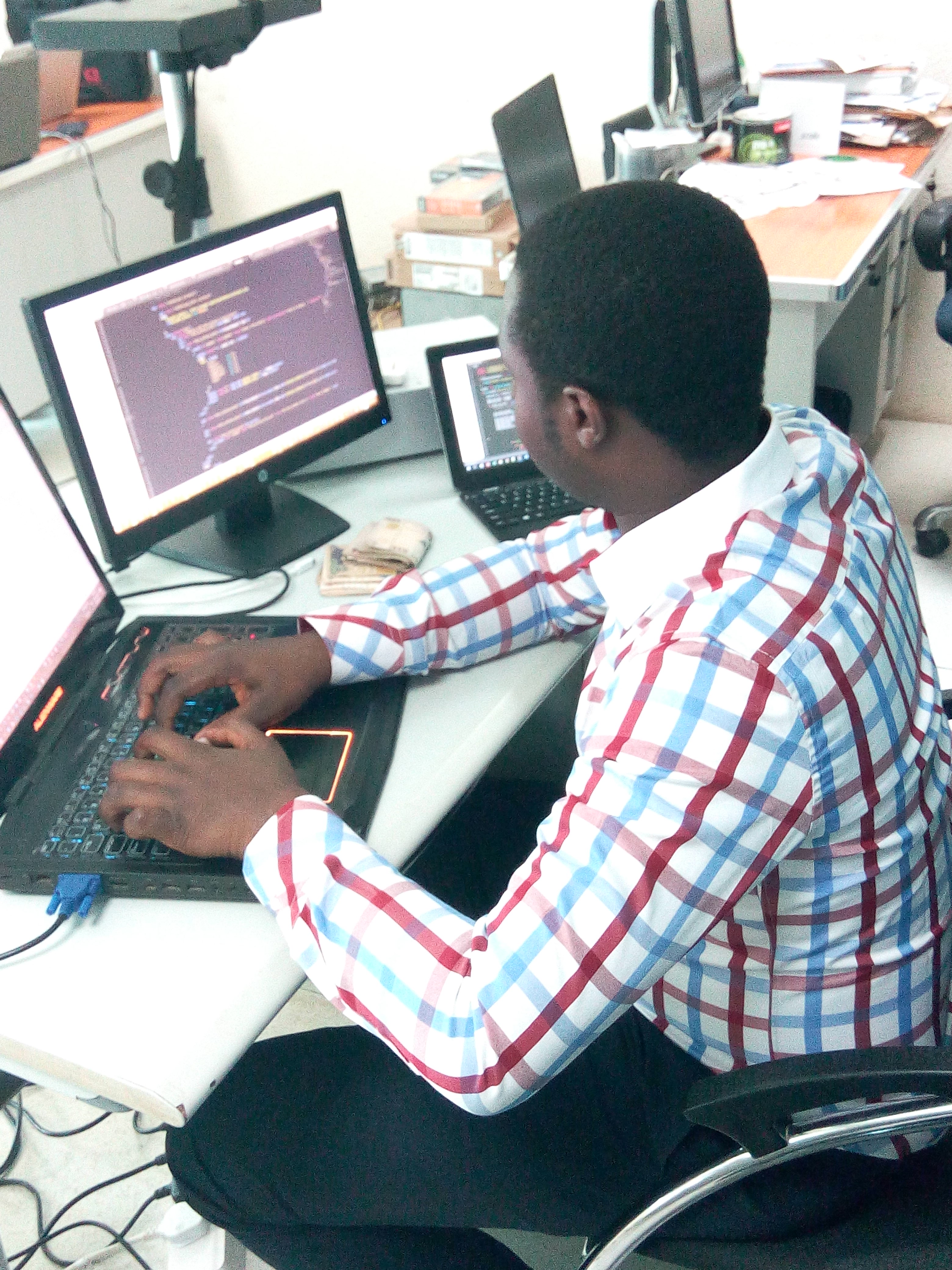
Na computação, o desenvolvimento de software

Na computação, o desenvolvimento de software é o ato de elaborar e implementar um sistema computacional, isto é, transformar a necessidade de um utilizador ou de um mercado em um produto de software. Também é entendido como a aplicação dos processos da engenharia de software combinados com a pesquisa das necessidades do produto para desenvolver software.